# Соколов Микола Миколайович (генетик)
Мико́ла Микола́йович Соколо́в (21 вересня 1902, м. Слобідське, нині Кіровської області Росії — 13 червня 1975, Москва) — російський генетик.

## Біографія
1928 року закінчив Калінінський педагогічний інститут. Від 1933 року працював в Інституті експериментальної біології, учень Миколи Костянтиновича Кольцова.
У 1948–1956 роках працював в Якутському філіалі АН СРСР. Від 1956 року в Інституті біофізики. У 1966–1975 роках — завідувач лабораторії експериментальної каріології Інституту біології розвитку.

## Наукова діяльність
Основні праці з каріології куриних, структури та реплікації хромосом, вивчення кросінговера, проблеми взаємодії ядра та цитоплазми в спадковості та розвитку при віддаленій гібридизації тварин.

### Основні публікації
- Взаимодействие ядра и цитоплазмы при отдалённой гибридизации животных. — Москва, 1959.